# 1640
1640 (MDCXL) je bilo prestopno leto, ki se je po gregorijanskem koledarju začelo na nedeljo, po 10 dni počasnejšem julijanskem koledarju pa na sredo.

## Dogodki
- portugalsko-katalonski upor proti Španiji.
- zacetek angleške revolucije

## Rojstva
- 18. marec - Philippe de La Hire, francoski matematik, astronom, fizik, prirodoslovec, slikar († 1718)
- 10. julij - Aphra Behn, angleška dramatičarka († 1689)

## Smrti
- april - Uriel Acosta, portugalski judovski filozof (* 1585)
- 30. maj - Peter Paul Rubens, flamski slikar (* 1577)
- - Madhusudana Sarasvati, indijski hindujski filozof († 1540)